# Xenobalistes
Xenobalistes is een monotypisch geslacht van straalvinnige vissen uit de familie van de trekkervissen (Balistidae). Het geslacht is voor het eerst wetenschappelijk beschreven in 1981 door Matsuura.

## Soort
- Xenobalistes tumidipectoris Matsuura, 1981